# Andy Strachan
Andy Strachan (20 agosto 1974) è un batterista australiano componente del gruppo australiano The Living End.